# カルロス・ヒメネス＝マバラク
カルロス・ヒメネス＝マバラク（Carlos Jimenez Mabarak、1916年1月31日 - 1994年6月21日）は、メキシコの作曲家。
メキシコシティ出身。母親はベラクルス州出身の作家でレバノン系だった。父親は4歳の時に亡くなり、外交官でもあった母親について幼少期のほとんどを外国で過ごした。6歳の時にグアテマラのケツァルテナンゴに移住し、そこでピアノのレッスンが始まったが、3年後にグアテマラシティに移った。その後、チリのサンティアゴに移り、そこで人文学と音楽の教育を受けた。1932年、一家はベルギーに渡り、ブリュッセルで工学を学んだ。同時に音楽院で和声とピアノを学び、1936年に学位を取得した。1937年にメキシコに戻った後、音楽で生活することを定め、メキシコ国立音楽院でシルベストレ・レブエルタスに管弦楽法を学んだ。1942年から同音楽院で和声を教え、1957年からは作曲を教えた。1945年、カルロス・チャベスの委嘱で交響曲を作曲。1956年、パリに留学してルネ・レイボヴィッツから十二音技法を学んだ。これにより彼も作品に十二音技法を使うようになり、それまでの国民楽派からアヴァンギャルドへと変化を遂げていった。1968年にはメキシコシティオリンピックのファンファーレを作曲した。
作品には2つのオペラ、10のバレエ、付随音楽、3つの交響曲、ピアノ協奏曲、ティンパニ協奏曲、シロフォン協奏曲、打楽器協奏曲、室内楽曲、ピアノ曲、合唱曲、歌曲などがある。

## 文献
- JASSO VILLAZUL, José Rogelio. 1996. La música para piano de Carlos Jiménez Mabarak. Tesis de Licenciatura. Escuela Nacional de Música. UNAM.